# Christoph Mauz

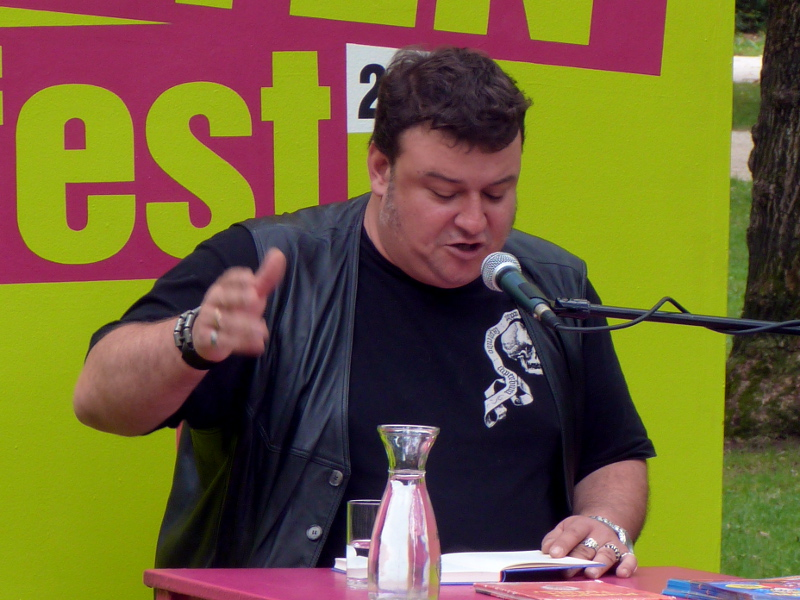
Christoph Mauz 2013

Christoph Mauz (* 1971 in Wien; bürgerlich Hubert Christoph Hladej) ist ein österreichischer Autor.

## Leben
Mauz machte nach der Matura eine Buchhandelslehre und arbeitete als Vertriebsleiter eines Verlages.
Er nahm Schauspielunterricht und ließ sich als Sprecher ausbilden. Seit 2004 arbeitet er als freier Autor, Sprecher und Schauspieler. Mauz ist verheiratet und lebt in Wien sowie in Krems an der Donau.
1999 erhielt er einen Eintrag in der Ehrenliste zum Österreichischen Kinderbuchpreis. 2000 folgten ein Sachbuchpreis zum Kinderbuchpreis der Stadt Wien und zum Österreichischen Kinderbuchpreis. 2001 erhielt Mauz einen Eintrag in der Ehrenliste zum Kinderbuchpreis der Stadt Wien. 2006 wurde er mit dem Lesetopia Autorenpreis der Stadt Wels geehrt.

## Werk
Mauz schreibt vor allem humorvolle Kinderbücher. Von 1998 bis 2009 veröffentlichte er 18 Bücher, 3 CDs und Beiträge in Sachbüchern und Anthologien. Im Dezember 2006 wurde sein Kindermusical „Nicht mit mir, Herr Vampir!“ im Wiener Raimundtheater uraufgeführt. Neben der Arbeit als Kinderbuchautor schreibt Mauz Texte für Theater und Kabarett, Liedtexte und er verfasst Dialektlyrik. 